# DeWayne "Blackbyrd" McKnight
DeWayne "Blackbyrd" McKnight es un guitarrista estadounidense. Fue miembro de The Headhunters, una banda de jazz-funk. McKnight es miembro del Parliament-Funkadelic. Fue brevemente guitarrista de los Red Hot Chili Peppers (con quienes no grabó ningún disco) tras la muerte de Hillel Slovak.

## Discografía seleccionada
- 1973    Charles Lloyd - Geeta
- 1975    Herbie Hancock - Flood
- 1975    The Headhunters - Survival of the Fittest
- 1977    The Headhunters - Straight from the Gate
- 1979    Funkadelic - Uncle Jam Wants You
- 1979    Parliament - Gloryhallastoopid
- 1979    The Brides of Funkenstein - Never Buy Texas from a Cowboy
- 1981    Funkadelic - The Electric Spanking of War Babies
- 1983 	 George Clinton - You Shouldn't-Nuf Bit Fish
- 1983    P-Funk All-Stars- Urban Dancefloor Guerillas
- 1985 	 George Clinton - Some of My Best Jokes Are Friends
- 1985    Jimmy G and the Tackheads - Federation of Tackheads
- 1986 	 George Clinton - R&B Skeletons in the Closet
- 1988    INCorporated Thang Band - Lifestyles of the Roach and Famous
- 1989 	 George Clinton - The Cinderella Theory
- 1990    Mr. Fiddler - With Respect
- 1990    P-Funk All-Stars - Live at the Beverly Theater
- 1992    Foley - 7 Years Ago...Directions in Smart-Alec Music
- 1993 	 George Clinton - Hey Man, Smell My Finger
- 1993 	 Parliament-Funkadelic/P-Funk All-Stars - Dope Dogs
- 1993    George Clinton and the P-Funk All-Stars- Go Fer Yer Funk
- 1994    Red Hot Chili Peppers- Out In L.A. aparición en la canción "Blues for Meister"
- 1994    P-Funk Guitar Army - Tributes to Jimi Hendrix
- 1995    Parliament-Funkadelic/P-Funk All-Stars - Police Doggy
- 1995    Axiom Funk - Funkcronomicon
- 1996    George Clinton and the P-Funk All-Stars - T.A.P.O.A.F.O.M.
- 2005    George Clinton and the P-Funk All-Stars - How Late Do U Have 2BB4UR Absent?
- 2007    Funkadelic - By Way of the Drum
- 2008    Fred Hamm - "Free Music Reunion" appears on the song "Wanna"
- 2009    'Bout Funkin' Time—Solo Album[2]